# Önrendelkezés
A személyhez fűződő jogok társadalmi szintű, tudatos gyakorlása. Az egyén személyes szabadságát e döntésekben az Alkotmány bizonyos keretek közé szoríthatja, de lényegesen nem korlátozhatja. A Magyar Köztársaság Alkotmánya 8. §-a szerint:
8. § (1) A Magyar Köztársaság elismeri az ember sérthetetlen és elidegeníthetetlen alapvető jogait, ezek tiszteletben tartása és védelme az állam elsőrendű kötelessége.
(2) A Magyar Köztársaságban az alapvető jogokra és kötelességekre vonatkozó szabályokat törvény állapítja meg, alapvető jog lényeges tartalmát azonban nem korlátozhatja.
(3)
(4) Rendkívüli állapot, szükségállapot vagy veszélyhelyzet idején az alapvető jogok gyakorlása – az 54-56. §-ban, az 57. § (2)-(4) bekezdésében, a 60. §-ban, a 66-69. §-ban és a 70/E. §-ban megállapított alapvető jogok kivételével – felfüggeszthető vagy korlátozható.

## Az önrendelkezés esetei
- a test és a szövetek feletti rendelkezés
- a személyes adatok feletti rendelkezés
- a magántulajdonnal történő rendelkezés
- a lakóhely szabad megválasztása feletti rendelkezés
- a munkahely szabad megválasztása feletti rendelkezés
- a véleménynyilvánítás szabadsága
- az utódok létrehozásának szabadsága